# Margareta Anžuvinska
Margareta je bila engleska kraljica i nominalno francuska kraljica kao supruga kralja Henrika VI. od 1445. do 1461.godine te ponovno od 1470. do 1471. Rođena u vojvodini Lorraine u kući Valois-Anjou, Margareta je bila druga najstarija kći Renata, napuljskog kralja i Izabele, vojvotkinje od Lorraine.

Bila je jedna od glavnih figura u nizu građanskih ratova poznatih pod nazivom Ratovi ruža i ponekad je osobno vodila postrojbe Lancastera. Neki od njezinih suvremenika, poput vojvode od Suffolka, pohvalili su "Njezinu hrabru hrabrost i neustrašivi duh". A Edward Hall opisuje njezinu osobnost: 
"Ova je žena isticala sve druge, ljepotom i naklonošću, duhovitošću i politikom, a bila je i želudac i hrabrost, sličnija muškarcu, nego ženi."
Zahvaljujući čestim psihičkim napadajima svoga supruga, Margareta je vladala kraljevstvom umjesto njega. Ona je bila ta koja je u svibnju 1455. godine pozvala na Veliko vijeće koje je isključilo Yorkove na čelu s Rikardom od Yorka, 3. vojvodom od Yorka, i to je dalo povod za građanski sukob koji je trajao više od 30 godina. Desetkovao je staro englesko plemstvo te odnosilo tisuće ljudskih života, uključujući njezina sina jedinca Eduarda od Westminstera, princa od Walesa, u bitci kod Tewkesburyja 1471. godine.
Margaretu su pobjednički Yorkovi uzeli u zarobljeništvo nakon lancastrskog poraza kod Tewkesburyja. 1475. godine otkupio ju je njezin rođak, francuski kralj Luj XI. Otišla je živjeti u Francusku kao siromašna rodbina francuskog kralja gdje je dočekala smrt u dobi od 52 godine.

## Brak s Henrikom VI.
Margareta se 23. travnja 1445. udala za engleskog kralja Henrika VI. u opatiji Titchfield u Hampshireu. Ona je imala petnaest, a on dvadeset i tri godine. Tada ju je engleskom kraljicom 30. svibnja 1445. u Westminsterskoj opatiji okrunio John Stafford, nadbiskup Canterburyja. Vjenčanje i njezin prijevoz bili su vrlo skupi, a neki su ih povjesničari procijenili na više od 5000 funti. 
Ubrzo nakon krunidbe, Renato Anžuvinac započeo je pregovore s engleskom krunom, pokušavajući razmijeniti doživotni savez i dvadesetgodišnje primirje u zamjenu za ustupanje teritorija Mainea. Glasine da je ustupak Mainea bio dio Margaretine bračne nagodbe, iako lažne, kružile su i ponavljale je kroničari. Margareta se, zajedno s Henrikom, blisko dopisivala s Karlom VIII. Oko sporazuma, pokušavajući djelovati kao posrednik.
Gubitak Mainea, koji se smatrao izdajom, bio je duboko nepopularan u engleskoj javnosti koja je već bila sklona nepovjerenju u Margaretu zbog njezinog francuskog podrijetla. Krivica je bačena na Williama de la Polea, koji je vodio pregovore. Zbog toga je stradala reputacija Margaretinog braka, premda ni sama nije otvoreno optužena za gubitak.
U ranim godinama braka, prije Henrikove bolesti, Margaret i Henrik proveli su značajan dio svog vremena zajedno. Dijelili su interes za obrazovanje i kulturu. 30. ožujka 1448. godine dobila je dozvolu za osnivanje Queens' Collegea u Cambridgeu. 
Prije 1453. godine, malo je dokaza o javnim političkim naporima s njezine strane. Većina njezinih preživjelih pisama napisana je tijekom tog razdoblja, a većina se odnosi na zagovaranja, posredovanje i intervencije u stvarima u vezi s kojima je od nje traženo, kao što su dogovaranje brakova, povratak nepravomoćno oduzete imovine i zbirka milostinja. To su bili očekivani i važni dijelovi uloge plemkinje ili kraljice. Neki su bili uspješni, a drugi su smatrani dobronamjernima ili nepromišljenima; jednom je prilikom preporučila muškarca po imenu Alexander Manning da glumi vratara u Newgateu; nedugo nakon toga, pustio je zatvorenike u znak protesta zbog njegovog otkaza zbog nemara, a zatim je i sam zatvoren.

## Rođenje sina
Henrik, kojeg su više zanimale religija i učenje nego vojna pitanja, nije bio uspješan kralj. Vladao je samo nekoliko mjeseci i njegovim su postupcima upravljali zaštitnici, magnati koji su zapravo bili regenti. Kad se oženio s Margaretom, njegovo je mentalno stanje već bilo nestabilno i do rođenja njihova jedinca, Eduarda od Westminstera, princa od Walesa (rođen 13. listopada 1453.), pretrpio je potpuni slom.
Elizabeta Woodville, kasnije engleska kraljica kao supruga suparnika Margaretina supruga, kralja Eduarda IV., navodno je Margareti Anžuvinskoj služila kao djeveruša. Međutim, dokazi su preoskudni da bi povjesničarima omogućili da to s apsolutnom sigurnošću utvrde: nekoliko je žena na Margaretinom dvoru nosilo ime Elizabeta.

## Početak građanskog rata

### Početci napetosti
Nakon što se povukla iz Londona da živi u raskošnom Greenwichu, Margareta se posvetila odgoju svog mladog sina te nije pokazivala nikakve političke ambicije niti zanimanje. Njezin interes se probudio u trenutku kada je Rikarda, vojvodu od Yorka, doživjela kao prijetnju njenom mužu, Henriku VI. Naime, Rikarda se imenovalo kao lorda zaštitnika tijekom još jedne epizode mentalne nestabilnosti i nesposobnosti od 1453. do 1454. godine. Vojvoda je bio vjerodostojni podnositelj zahtjeva za englesko prijestolje, a do kraja njegovog mandata kao zaštitnik okupio se velik broj moćnih velikaša, plemića i rođaka koji su Rikarda bili spremni podržati u tom naumu. RIkard je bio moćan, a Henrikovi savjetnici pokvareni, a sam kralj Henrik sve labilniji. Margareta nije uživala ni najmanju popularnost u Engleskoj, ali bila je galantno usredotočena na očuvanju prijestolja i krune za svog sina. 

### Neprijateljstvo prema Yorku
Špekulira se da je izvor konačnog pada dinastije Lancaster upravo Margaretino nepromišljeno neprijateljstvo prema dinastiji York i prekomjerno popuštanje nepopularnim saveznicima, a ne ambicije samih Yorkovih. Međutim, Margareta je bila moćna sila na planu politike u Engleskoj, a kralj Henrik samo marijoneta.
Moguće je da je njezino neprijateljstvo prema Yorkovima tek dvije godine kasnije, 1455. godine, nakon Prve bitke kod St. Albansa, kada ga je Margareta shvatila kao izazov kraljevoj vlasti. Taj se zaključak temelji na proučavanju Margaretinih darova koje bi poklanjala: obrazac biranih darova pokazuje da je Margareta početkom 1450-ih godina jednako favorizirala Rikarda i Edmunda Beauforta. Dakle, nema čvrstih dokaza da je njezino neprijateljstvo prema Yorkovima počelo tijekom Rikardove službe kao zaštitnik.
Preminuli povjesničar, Paul Murray Kendall, uvjeren je da su Margaretini saveznici, Edmund Beaufort i William de la Pole (tadašnji grof od Suffolka) uspjeli kraljicu uvjeriti da je za njezinu nepopularnost kriv Rikard, kao jedan od najpouzdanijih savjetnika njezinog supruga. Također, navodili su ju da povjeruje da je postao premoćan da bi mu se moglo vjerovati. Margareta nije samo uvjerila muža da ga oslobodi funkcije guvernera u Francuskoj, već ga je dala poslati u Irsku. No, na putu do Irske je poslala atentatora na Rikarda, jednom je zabilježeno to u 1449., a drugi put u 1450. godini.
Tajna predaja Mainea 1448. (odgovornost Beauforta i de la Polea) a potom i katastrofalni gubitak Normandije 1449. godine, rezultiralo je neredima na kraljevskom dvoru: izazvalo je pobune i opoziv velikaša te smaknuće Margaretinih dva najjača saveznika. U međuvremenu je Rikard uživao sve veću popularnost među narodom Engleske. Sigurno se vratio iz Irske 1450. godine, suočio se s Henrikom te je ponovno bio primljen na dvor kao pouzdan savjetnik.
Ubrzo nakon toga, Henrik je pristao sazvati parlament radi rješavanja zahtjeva za reformu. Kada se Parlament sastao, zahtjevi za Margaretu nisu mogli biti manje prihvatljivi: Edmund Beaufort (Somerset) i Suffolk ne samo da su bili optuženi zbog kriminalnog lošeg upravljanja francuskim poslovima i rušenja pravde, već je optužen kao zločin protiv Suffolka (sada vojvode) da je kralja antagonizirao protiv vojvode od Yorka. Nadalje, izneseni zahtjevi za reformom uključivali su da vojvoda od Yorka bude priznat za prvog kraljevog vijećnika, a predsjedavajući puka, možda s više žara nego mudrosti, čak je predložio da Rikard, vojvoda od Yorka, bude priznat kao nasljednik prijestolja. U roku od nekoliko mjeseci, međutim, Margareta je povratila kontrolu nad Henrikom: Parlament je raspušten, neoprezni govornik bačen u zatvor, a Rikard od Yorka zasad se povukao u Wales.

### Spaljivanje grada Sandwicha
Godine 1457. kraljevstvo je ponovno ogorčeno kada je otkriveno da se Pierre de Brézé, moćni francuski general i Margaretin pristaša, iskrcao na englesku obalu i spalio grad Sandwich. Kao vođa francuske vojske od 4.000 ljudi iz Honfleura, težio je iskoristiti nerede u Engleskoj. Gradonačelnik John Drury ubijen je u ovoj zasjedi. Nakon toga postala je ustaljena tradicija, koja je preživjela do danas, da gradonačelnik Sandwicha nosi crnu halju oplakujući ovo nečisto djelo. Margareta je, u suradnji s de Brézéom, postala predmetom groznih glasina i vulgarnih balada. Ogorčenje javnosti bilo je toliko visoko da je Margareta, izrazito nevoljko, bila prisiljena dati rođaku vojvode od Yorka Richarda Nevillea, 16. grofa od Warwicka, nalog da tri godine čuva more. Već je bio na mjestu kapetana Calaisa.

### Vođa Lancasterove frakcije
Netrpeljivosti između suparničkih frakcija Yorkovih i Lancasterovih ubrzo su se razvila u oružani sukob. U svibnju 1455. godine, nešto više od pet mjeseci nakon što se Henrik VI. oporavio od napada mentalne bolesti i kada je prestalo zaštitništvo Rikarda od Yorka, Margareta je sazvala Veliko vijeće iz kojeg su pobornici Yorkovih bili isključeni. Vijeće je zatražilo skup aristrokrata u Leicesteru kako bi zaštitili kralja "od njegovih neprijatelja". York je očito bio spreman za sukob i ubrzo je marširao na jug u susret lancastrijskoj vojsci koja je marširala na sjever. Pobornici Lancasterovih su pretrpjeli teški poraz u Prvoj bitci kod St. Albansa 22. svibnja 1455. Edmund Beaufort (Somerset), grof Northumberland i Lord Clifford su ubijeni, Wiltshire je pobjegao s bojnog polja, a kralja Henrika zarobio je pobjednički vojvoda od Yorka. U ožujku 1458. godine, zajedno sa suprugom i vodećim plemićima zaraćenih frakcija, sudjelovala je u povorci Dana ljubavi u Londonu.
Godine 1459. netrpeljivosti su se nastavile u bitci kod Blore Heath, gdje je James Tuchet, 5. barun Audley, poražen od Yorkove vojske pod vodstvom Richarda Nevillea, 5. grofa od Salisburyja, oca Richarda Nevilla 16. grofa od Warwicka (kasnije poznati kao postavljač kraljeva).

## Značaj uRatovima dviju ruža
Dok je Margaret pokušavala prikupiti daljnju potporu za Lancasterove u Škotskoj, njezin glavni zapovjednik, Henry Beaufort, 3. vojvoda od Somerseta, izvojevao joj je veliku pobjedu u bitci kod Wakefielda 30. prosinca 1460. porazivši kombinirane vojske vojvode od Yorka i grofa od Salisburyja. Obojici su odrubljene glave, a glave su im bile izložene na vratima grada Yorka. Kako je Margaret bila u Škotskoj u vrijeme bitke, bilo je nemoguće da je izdala naredbe za njihovo pogubljenje, unatoč popularnom vjerovanju da je suprotno. Sljedeća je bila Druga bitka kod St. Albansa (u kojoj je ona bila prisutna) 17. veljače 1461. godine. U ovoj je bitci pobijedila jorkističke snage Richarda Nevillea, 16. grofa od Warwicka, i ponovno zarobila svog supruga. Nakon ove bitke naredila je smaknuće dvojice jorkističkih ratnih zarobljenika, Williama Bonvillea, 1. baruna Bonvillea, suparnika odanog Lancastriana, grofa od Devona i Sir Thomasa Kyriella. Oboje su čuvali kralja Henrika, zarobljenika Warwicka, kako bi ga držao podalje tijekom bitke. Kralj je dvojici vitezova obećao imunitet, ali Margareta je to zanemarila i naredila njihovo obezglavljivanje. 
Navodi se da je muškarcima sudila na čelu sa svojim sinom: 
"Pošteni sine", navodno je pitala, "kojom će smrću umrijeti ti vitezovi?" 

Princ Edward odgovorio je da bi im trebale biti odsječene glave, unatoč kraljevim molbama za milost.

### Boravak u Francuskoj
Lancasterovsku vojsku je u bitci kod Towtona 29. ožujka 1461. pretukao sin pokojnog vojvode od Yorka, budući Eduard IV., koji je svrgnuo kralja Henrika i proglasio se kraljem. Margareta je bila odlučna vratiti krunu svom sinu i pobjegla je s njim u Wales te kasnije Škotsku. Nalazeći put do Francuske, stvorila je saveznika svog rođaka, francuskog kralja Luja XI. Na njegov je poticaj dopustila da joj pristupi Eduardov bivši pristaša, Richard Neville, grof od Warwicka, koji je raskrstio puteve sa svojim bivšim prijateljem kao rezultat Eduardova braka s Elizabetom Woodville te je ovim putem tražio osvetu zbog gubitka svog političkog utjecaja. Warwickova kći, Ana Neville, bila je udana za Margaretinog sina Eduarda, princa od Walesa, kako bi učvrstila savez, a Margareta je inzistirala da se Warwick vrati u Englesku kako bi se dokazao prije nego što je slijedila. Učinio je to, vrativši Henrika VI. nakratko na prijestolje 3. listopada 1470. godine.

### Konačan poraz i smrt sina
Čim su Margareta, njezin sin Eduard i snaha Ana bili spremni slijediti Warwicka natrag u Englesku, situacija se ponovno okrenula u korist Yorka, a Anin otac je poražen i ubijen od kralja Eduarda IV. u bitci kod Barneta 14. travnja 1471. Margareta je bila prisiljena voditi vlastitu vojsku u bitci kod Tewkesburyja 4. svibnja 1471., u kojoj su lancasterovske snage poražene i njezin sedamnaestogodišnji sin Eduard od Westminstera ubijen. Okolnosti njegove smrti nikada nisu bile jasne; nije poznato je li ga u stvarnim borbama ubio ili ga je nakon bitke ubio Eduardov brat Đuro, vojvoda od Clarencea. 
Tijekom prethodnih deset godina Margaret je stekla reputaciju agresije i bezobzirnosti, ali nakon tog poraza i smrti jedinog sina bila je potpuno slomljena duha. Nakon što ju je William Stanley na kraju bitke odveo u zarobljeništvo, Margareta je bila zatvorena po naredbi kralja Eduarda IV. Prvo su ju poslali u dvorac Wallingford, a potom prebacili u sigurniji Londonski Tower. Henrik VI. također je zatvoren u Toweru nakon Tewkesburyja i tamo je umro u noći 21. svibnja; uzrok njegove smrti nije poznat, iako se sumnjalo na ubojstvo (što bi u potpunosti osiguralo krunu za Eduarda i njegovo potomstvo). Godine 1472. godine smještena je pod skrbništvom svoje nekadašnje dvorske dame Alice Chaucer, vojvotkinjom od Suffolka, gdje je ostala sve dok je Luj XI. nije otkupio 1475. godine.

## Smrt
Margareta je sedam godina živjela u Francuskoj kao kraljeva siromašna rođakinja. Ugostio ju je Francis de Vignolles, a umrla je, u siromaštvu, u svom dvorcu Dampierre-sur-Loire, blizu Anjoua, 25. kolovoza 1482. u dobi od 52 godine. Bila je pokopana pored svojih roditelja u katedrali u Angersu. Međutim, njezini ostatci su uklonjeni i rasuti tijekom pljačke katedrale u doba Francuske revolucije.